# Halsey (Sängerin)/Diskografie
Diese Diskografie ist eine Übersicht über die musikalischen Werke der US-amerikanischen Popsängerin Halsey. Den Quellenangaben und Schallplattenauszeichnungen zufolge hat sie bisher mehr als 133,9 Millionen Tonträger verkauft, davon alleine in ihrer Heimat über 94,5 Millionen. Ihre erfolgreichste Veröffentlichung ist das in Zusammenarbeit mit The Chainsmokers entstandene Lied Closer mit über 25 Millionen verkauften Einheiten.

## Alben

### Studioalben
| Jahr | Titel Musiklabel                                         | Höchstplatzierung, Gesamtwochen, AuszeichnungChartplatzierungen (Jahr, Titel, Musiklabel, Platzierungen, Wochen, Auszeichnungen, Anmerkungen) | Höchstplatzierung, Gesamtwochen, AuszeichnungChartplatzierungen (Jahr, Titel, Musiklabel, Platzierungen, Wochen, Auszeichnungen, Anmerkungen) | Höchstplatzierung, Gesamtwochen, AuszeichnungChartplatzierungen (Jahr, Titel, Musiklabel, Platzierungen, Wochen, Auszeichnungen, Anmerkungen) | Höchstplatzierung, Gesamtwochen, AuszeichnungChartplatzierungen (Jahr, Titel, Musiklabel, Platzierungen, Wochen, Auszeichnungen, Anmerkungen) | Höchstplatzierung, Gesamtwochen, AuszeichnungChartplatzierungen (Jahr, Titel, Musiklabel, Platzierungen, Wochen, Auszeichnungen, Anmerkungen) | Anmerkungen                                                 |
| Jahr | Titel Musiklabel                                         | DE | AT | CH | UK | US | Anmerkungen                                                 |
| ---- | -------------------------------------------------------- | --- | --- | --- | --- | --- | ----------------------------------------------------------- |
| 2015 | Badlands Astralwerks (UMG)                               | DE37 (1 Wo.)DE | AT18 (1 Wo.)AT | CH26 (2 Wo.)CH | UK9 Gold · (24 Wo.)UK | US2 ×2Doppelplatin · (159 Wo.)US | Erstveröffentlichung: 28. August 2015 Verkäufe: + 2.460.000 |
| 2017 | Hopeless Fountain Kingdom Astralwerks (UMG)              | DE27 (2 Wo.)DE | AT20 (1 Wo.)AT | CH24 (1 Wo.)CH | UK12 Gold · (5 Wo.)UK | US1 ×2Doppelplatin · (119 Wo.)US | Erstveröffentlichung: 2. Juni 2017 Verkäufe: + 2.400.000    |
| 2020 | Manic Capitol Records (UMG)                              | DE13 (5 Wo.)DE | AT10 (6 Wo.)AT | CH10 (3 Wo.)CH | UK6 Gold · (10 Wo.)UK | US2 ×2Doppelplatin · (101 Wo.)US | Erstveröffentlichung: 17. Januar 2020 Verkäufe: + 2.710.000 |
| 2021 | If I Can’t Have Love, I Want Power Capitol Records (UMG) | DE5 (2 Wo.)DE | AT8 (2 Wo.)AT | CH7 (2 Wo.)CH | UK5 (2 Wo.)UK | US2 Gold · (7 Wo.)US | Erstveröffentlichung: 27. August 2021 Verkäufe: + 500.000   |
| 2024 | The Great Impersonator Columbia Records (Sony)           | DE28 (2 Wo.)DE | AT26 (2 Wo.)AT | — | UK19 (1 Wo.)UK | US2 (2 Wo.)US | Erstveröffentlichung: 25. Oktober 2024                      |

### Livealben
- 2020: Badlands (Live from Webster Hall)
- 2022: Hopeless Fountain Kingdom (Live from Webster Hall)

### EPs
| Jahr | Titel Musiklabel          | Höchstplatzierung, Gesamtwochen, AuszeichnungChartplatzierungen (Jahr, Titel, Musiklabel, Platzierungen, Wochen, Auszeichnungen, Anmerkungen) | Höchstplatzierung, Gesamtwochen, AuszeichnungChartplatzierungen (Jahr, Titel, Musiklabel, Platzierungen, Wochen, Auszeichnungen, Anmerkungen) | Höchstplatzierung, Gesamtwochen, AuszeichnungChartplatzierungen (Jahr, Titel, Musiklabel, Platzierungen, Wochen, Auszeichnungen, Anmerkungen) | Höchstplatzierung, Gesamtwochen, AuszeichnungChartplatzierungen (Jahr, Titel, Musiklabel, Platzierungen, Wochen, Auszeichnungen, Anmerkungen) | Höchstplatzierung, Gesamtwochen, AuszeichnungChartplatzierungen (Jahr, Titel, Musiklabel, Platzierungen, Wochen, Auszeichnungen, Anmerkungen) | Anmerkungen                            |
| Jahr | Titel Musiklabel          | DE | AT | CH | UK | US | Anmerkungen                            |
| ---- | ------------------------- | --- | --- | --- | --- | --- | -------------------------------------- |
| 2014 | Room 93 Astralwerks (UMG) | — | — | — | — | US159 (3 Wo.)US | Erstveröffentlichung: 27. Oktober 2014 |

Weitere EPs
- 2015: Room 93: The Remixes
- 2015: Room 93: 1 Mic 1 Take
- 2015: Spotify Sessions (Live from Spotify NYC)
- 2016: Complementary Colors
- 2016: Closer (Remixes)
- 2017: Bad at Love Remixes
- 2020: Collabs
- 2020: Manic: Revenge EP
- 2020: Manic: Confessional EP
- 2020: Manic: Is She Like, You Know... EP
- 2020: Manic: ...Or Are You Normal EP
- 2021: I Am Not a Woman, I'm a God (Remixes)
- 2021: Love and Power EP: Love
- 2021: Love and Power EP: Power

## Singles

### Als Leadmusikerin
| Jahr | Titel Album                                                    | Höchstplatzierung, Gesamtwochen, AuszeichnungChartplatzierungen (Jahr, Titel, Album, Platzierungen, Wochen, Auszeichnungen, Anmerkungen) | Höchstplatzierung, Gesamtwochen, AuszeichnungChartplatzierungen (Jahr, Titel, Album, Platzierungen, Wochen, Auszeichnungen, Anmerkungen) | Höchstplatzierung, Gesamtwochen, AuszeichnungChartplatzierungen (Jahr, Titel, Album, Platzierungen, Wochen, Auszeichnungen, Anmerkungen) | Höchstplatzierung, Gesamtwochen, AuszeichnungChartplatzierungen (Jahr, Titel, Album, Platzierungen, Wochen, Auszeichnungen, Anmerkungen) | Höchstplatzierung, Gesamtwochen, AuszeichnungChartplatzierungen (Jahr, Titel, Album, Platzierungen, Wochen, Auszeichnungen, Anmerkungen) | Anmerkungen                                                                                  |
| Jahr | Titel Album                                                    | DE | AT | CH | UK | US | Anmerkungen                                                                                  |
| --- | -------------------------------------------------------------- | --- | --- | --- | --- | --- | -------------------------------------------------------------------------------------------- |
| 2014 | Ghost Badlands • Room 93                                       | — | — | — | — | US— PlatinUS | Erstveröffentlichung: 28. Januar 2014 Verkäufe: + 1.035.000                                  |
| 2014 | Hurricane Badlands • Room 93                                   | — | — | — | — | US— PlatinUS | Erstveröffentlichung: 24. September 2014 Verkäufe: + 1.040.000                               |
| 2015 | New Americana Badlands                                         | — | — | — | UK— SilberUK | US60 ×2Doppelplatin · (17 Wo.)US | Erstveröffentlichung: 10. Juli 2015 Verkäufe: + 2.520.000                                    |
| 2016 | Castle Badlands                                                | — | — | — | UK— SilberUK | US— ×2DoppelplatinUS | Erstveröffentlichung: 8. April 2016 Verkäufe: + 2.295.000                                    |
| 2016 | Colors Badlands                                                | — | — | — | UK— SilberUK | US— ×3DreifachplatinUS | Erstveröffentlichung: 17. Juni 2016 Verkäufe: + 3.475.000                                    |
| 2017 | Not Afraid Anymore Fifty Shades Darker (O.S.T.)                | — | — | — | — | US77 Gold · (1 Wo.)US | Erstveröffentlichung: 13. Januar 2017 Verkäufe: + 500.000                                    |
| 2017 | Now or Never Hopeless Fountain Kingdom                         | DE98 (3 Wo.)DE | AT61 (5 Wo.)AT | CH77 (8 Wo.)CH | UK80 Silber · (7 Wo.)UK | US17 ×3Dreifachplatin · (20 Wo.)US | Erstveröffentlichung: 7. April 2017 Verkäufe: + 3.690.000                                    |
| 2017 | Eyes Closed Hopeless Fountain Kingdom                          | — | — | — | — | US— GoldUS | Erstveröffentlichung: 4. Mai 2017 Verkäufe: + 500.000                                        |
| 2017 | Strangers Hopeless Fountain Kingdom                            | — | — | — | — | US100 Gold · (1 Wo.)US | Erstveröffentlichung: 26. Mai 2017 Verkäufe: + 540.000, feat. Lauren Jauregui                |
| 2017 | Bad at Love Hopeless Fountain Kingdom                          | — | — | — | UK— GoldUK | US5 ×8Achtfachplatin · (33 Wo.)US | Erstveröffentlichung: 22. August 2017 Verkäufe: + 8.935.000                                  |
| 2018 | Alone Hopeless Fountain Kingdom                                | — | — | — | — | US66 ×2Doppelplatin · (14 Wo.)US | Erstveröffentlichung: 15. März 2018 Verkäufe: + 2.090.000; feat. Big Sean & Stefflon Don     |
| 2018 | Eastside Friends Keep Secrets                                  | DE15 Platin · (35 Wo.)DE | AT12 (35 Wo.)AT | CH22 (40 Wo.)CH | UK1 ×4Vierfachplatin · (48 Wo.)UK | US9 ×7Siebenfachplatin · (52 Wo.)US | Erstveröffentlichung: 12. Juli 2018 Verkäufe: + 12.790.000; Benny Blanco, Halsey & Khalid    |
| 2018 | Without Me Manic                                               | DE11 Platin · (32 Wo.)DE | AT6 Gold · (31 Wo.)AT | CH6 (34 Wo.)CH | UK3 ×3Dreifachplatin · (30 Wo.)UK | US1 ×2Diamant + Doppelplatin · (52 Wo.)US                                                                                                | Erstveröffentlichung: 4. Oktober 2018 Verkäufe: + 18.085.000                                 |
| 2019 | 11 Minutes –                                                   | — | — | — | UK59 Silber · (8 Wo.)UK | US— GoldUS | Erstveröffentlichung: 14. Februar 2019 Verkäufe: + 885.000; mit Yungblud feat. Travis Barker |
| 2019 | Nightmare If I Can’t Have Love, I Want Power (Extended)        | DE87 (1 Wo.)DE | AT56 (2 Wo.)AT | CH61 Platin · (2 Wo.)CH | UK26 Silber · (5 Wo.)UK | US15 ×2Doppelplatin · (11 Wo.)US | Erstveröffentlichung: 17. Mai 2019 Verkäufe: + 2.435.000                                     |
| 2019 | Graveyard Manic                                                | — | — | CH75 (1 Wo.)CH | UK29 Silber · (11 Wo.)UK | US34 ×2Doppelplatin · (20 Wo.)US | Erstveröffentlichung: 12. September 2019 Verkäufe: + 2.740.000                               |
| 2020 | You Should Be Sad Manic                                        | DE43 Gold · (16 Wo.)DE | AT17 (16 Wo.)AT | CH32 (19 Wo.)CH | UK12 Platin · (22 Wo.)UK | US26 ×3Dreifachplatin · (18 Wo.)US | Erstveröffentlichung: 9. Januar 2020 Verkäufe: + 4.410.000                                   |
| 2020 | The Other Girl Kelsea                                          | — | — | — | — | US95 Gold · (1 Wo.)US | Erstveröffentlichung: 20. April 2020 Verkäufe: + 540.000; mit Kelsea Ballerini               |
| 2020 | Be Kind Collabs (EP)                                           | DE54 (6 Wo.)DE | AT33 Gold · (12 Wo.)AT | CH46 (11 Wo.)CH | UK33 Gold · (17 Wo.)UK | US29 ×2Doppelplatin · (15 Wo.)US | Erstveröffentlichung: 1. Mai 2020 Verkäufe: + 3.195.000; mit Marshmello                      |
| 2020 | Life’s a Mess Collabs (EP)                                     | DE47 (2 Wo.)DE | AT32 (2 Wo.)AT | CH58 (1 Wo.)CH | UK11 Silber · (4 Wo.)UK | US9 Platin · (6 Wo.)US | Erstveröffentlichung: 6. Juli 2020 Verkäufe: + 1.200.000; mit Juice Wrld                     |
| 2021 | I Am Not a Woman, I’m a God If I Can’t Have Love, I Want Power | — | — | — | UK72 (1 Wo.)UK | US64 Gold · (1 Wo.)US | Erstveröffentlichung: 31. August 2021 Verkäufe: + 520.000                                    |
| 2022 | So Good –                                                      | — | — | — | UK67 (2 Wo.)UK | US51 Gold · (16 Wo.)US | Erstveröffentlichung: 9. Juni 2022 Verkäufe: + 560.000                                       |
| 2023 | Die 4 Me –                                                     | — | — | — | UK85 (1 Wo.)UK | US100 (1 Wo.)US | Erstveröffentlichung: 24. Februar 2023                                                       |
| 2024 | Lucky The Great Impersonator                                   | — | — | — | — | US88 (1 Wo.)US | Erstveröffentlichung: 26. Juli 2024                                                          |
| 2024 | Lonely Is the Muse The Great Impersonator                      | — | — | — | — | — | Erstveröffentlichung: 15. August 2024                                                        |
| 2024 | Ego The Great Impersonator                                     | — | — | — | — | — | Erstveröffentlichung: 6. September 2024                                                      |
| 2024 | I Never Loved You The Great Impersonator                       | — | — | — | — | — | Erstveröffentlichung: 10. Oktober 2024                                                       |
| 2025 | Hand That Feeds Ballerina O.S.T.                               | — | — | — | — | — | Erstveröffentlichung: 9. Mai 2025 mit Amy Lee                                                |
| Folgende Lieder erschienen nicht als Single, wurden aber durch das Album zum Download und Streaming bereitgestellt und konnten somit eine Platzierung erlangen: |                                                                | | | | | |                                                                                              |
| |                                                                | | | | | |                                                                                              |
| 2022 | Could Have Been Me Sing 2: Original Motion Picture Soundtrack  | — | — | — | UK94 Silber · (1 Wo.)UK | — | Charteinstieg: 10. März 2022 Verkäufe: + 200.000                                             |

### Als Gastmusikerin
| Jahr | Titel Album                           | Höchstplatzierung, Gesamtwochen, AuszeichnungChartplatzierungen (Jahr, Titel, Album, Platzierungen, Wochen, Auszeichnungen, Anmerkungen) | Höchstplatzierung, Gesamtwochen, AuszeichnungChartplatzierungen (Jahr, Titel, Album, Platzierungen, Wochen, Auszeichnungen, Anmerkungen) | Höchstplatzierung, Gesamtwochen, AuszeichnungChartplatzierungen (Jahr, Titel, Album, Platzierungen, Wochen, Auszeichnungen, Anmerkungen) | Höchstplatzierung, Gesamtwochen, AuszeichnungChartplatzierungen (Jahr, Titel, Album, Platzierungen, Wochen, Auszeichnungen, Anmerkungen) | Höchstplatzierung, Gesamtwochen, AuszeichnungChartplatzierungen (Jahr, Titel, Album, Platzierungen, Wochen, Auszeichnungen, Anmerkungen) | Anmerkungen |
| Jahr | Titel Album                           | DE | AT | CH | UK | US | Anmerkungen |
| --- | ------------------------------------- | --- | --- | --- | --- | --- | --- |
| 2016 | Hands –                               | — | — | — | — | — | Erstveröffentlichung: 6. Juli 2016 als Teil von Artists for Orlando                                               |
| 2016 | Closer Collage                        | DE2 ×2Doppelplatin · (41 Wo.)DE | AT2 Platin · (39 Wo.)AT | CH5 ×2Doppelplatin · (37 Wo.)CH | UK1 ×5Fünffachplatin · (47 Wo.)UK | US1 ×5Diamant + Fünffachplatin · (52 Wo.)US                                                                                              | Erstveröffentlichung: 29. Juli 2016 Verkäufe: + 25.273.333; The Chainsmokers feat. Halsey                         |
| 2017 | Him & I The Beautiful & Damned        | DE6 ×3Dreifachgold · (21 Wo.)DE | AT9 Gold · (18 Wo.)AT | CH9 Platin · (24 Wo.)CH | UK22 Platin · (17 Wo.)UK | US14 ×3Dreifachplatin · (20 Wo.)US | Erstveröffentlichung: 5. Dezember 2017 Verkäufe: + 5.508.333; G-Eazy feat. Halsey                                 |
| 2019 | Boy with Luv Map of the Soul: Persona | DE47 (4 Wo.)DE | AT27 (4 Wo.)AT | CH27 (3 Wo.)CH | UK13 Gold · (10 Wo.)UK | US8 Platin · (8 Wo.)US | Erstveröffentlichung: 12. April 2019 Verkäufe: + 5.880.000; BTS feat. Halsey                                      |
| 2020 | Forget Me Too Tickets to My Downfall  | — | AT64 (1 Wo.)AT | — | UK40 Silber · (4 Wo.)UK | US44 Platin · (3 Wo.)US | Erstveröffentlichung: 25. September 2020 Verkäufe: + 1.415.000; Machine Gun Kelly feat. Halsey                    |
| 2022 | Stay with Me Funk Wav Bounces Vol. 2  | DE— aDE | — | — | UK10 Silber · (11 Wo.)UK | — | Erstveröffentlichung: 15. Juli 2022 Verkäufe: + 255.000; Calvin Harris feat. Justin Timberlake, Halsey & Pharrell |
| Folgende Lieder erschienen nicht als Single, wurden aber durch das Album zum Download und Streaming bereitgestellt und konnten somit eine Platzierung erlangen: |                                       | | | | | | |
| |                                       | | | | | | |
| 2015 | The Feeling Purpose                   | DE87 (1 Wo.)DE | AT71 (1 Wo.)AT | — | UK34 Silber · (8 Wo.)UK | US31 Platin · (7 Wo.)US | Charteinstieg: 20. November 2015 Verkäufe: + 1.512.500; Justin Bieber feat. Halsey                                |
| 2019 | Die for Me Hollywood’s Bleeding       | — | — | — | UK— SilberUK | US20 Platin · (5 Wo.)US | Charteinstieg: 21. September 2019 Verkäufe: + 1.470.000; Post Malone feat. Future & Halsey                        |

## Promoveröffentlichungen
| Jahr | Titel Album                         | Anmerkungen                                                            |
| ---- | ----------------------------------- | ---------------------------------------------------------------------- |
| 2019 | Clementine Manic                    | Erstveröffentlichung: 29. September 2019                               |
| 2019 | Suga’s Interlude Manic              | Erstveröffentlichung: 6. Dezember 2019 Verkäufe: + 20.000, feat. Suga  |
| 2019 | Finally // Beautiful Stranger Manic | Erstveröffentlichung: 6. Dezember 2019 · Verkäufe: + 520.000, US: Gold |

## Statistik

### Chartauswertung
|                     | DE    | AT    | CH    | UK    | US    |
| ------------------- | ----- | ----- | ----- | ----- | ----- |
| Nummer-eins-Alben   | DE—DE | AT—AT | CH—CH | UK—UK | US1US |
| Top-10-Alben        | DE1DE | AT2AT | CH2CH | UK3UK | US5US |
| Alben in den Charts | DE5DE | AT5AT | CH4CH | UK5UK | US6US |

|                       | DE     | AT     | CH     | UK     | US     |
| --------------------- | ------ | ------ | ------ | ------ | ------ |
| Nummer-eins-Singles   | DE—DE  | AT—AT  | CH—CH  | UK2UK  | US2US  |
| Top-10-Singles        | DE2DE  | AT3AT  | CH3CH  | UK4UK  | US6US  |
| Singles in den Charts | DE11DE | AT12AT | CH11CH | UK19UK | US23US |

### Auszeichnungen für Musikverkäufe
| Land/RegionAuszeichnungen für Musikverkäufe (Land/Region, Auszeichnungen, Verkäufe, Quellen) | Silber       | Gold         | Platin         | Diamant       | Verkäufe   | Quellen              |
| -------------------------------------------------------------------------------------------- | ------------ | ------------ | -------------- | ------------- | ---------- | -------------------- |
| Argentinien (CAPIF)                                                                          | —            | —            | 5× Platin5     | —             | 100.000    | Einzelnachweise      |
| Australien (ARIA)                                                                            | —            | 9× Gold9     | 61× Platin61   | —             | 4.585.000  | aria.com.au          |
| Belgien (BRMA)                                                                               | —            | 2× Gold2     | 4× Platin4     | —             | 165.000    | ultratop.be          |
| Brasilien (PMB)                                                                              | —            | 11× Gold11   | 18× Platin18   | 10× Diamant10 | 2.930.000  | pro-musicabr.org.br  |
| Dänemark (IFPI)                                                                              | —            | 8× Gold8     | 9× Platin9     | —             | 1.065.000  | ifpi.dk              |
| Deutschland (BVMI)                                                                           | —            | 2× Gold2     | 5× Platin5     | —             | 2.400.000  | musikindustrie.de    |
| Finnland (IFPI)                                                                              | —            | 4× Gold4     | 3× Platin3     | —             | 180.000    | Einzelnachweise      |
| Frankreich (SNEP)                                                                            | —            | 2× Gold2     | Platin1        | 2× Diamant2   | 966.666    | snepmusique.com      |
| Italien (FIMI)                                                                               | —            | 3× Gold3     | 11× Platin11   | —             | 715.000    | fimi.it              |
| Japan (RIAJ)                                                                                 | —            | —            | 3× Platin3     | Diamant1      | 1.000.000  | riaj.or.jp JP2       |
| Kanada (MC)                                                                                  | —            | 5× Gold5     | 42× Platin42   | 2× Diamant2   | 5.160.000  | musiccanada.com      |
| Kolumbien (ASINCOL)                                                                          | —            | Gold1        | —              | —             | 5.000      | Einzelnachweise      |
| Mexiko (AMPROFON)                                                                            | —            | 9× Gold9     | 6× Platin6     | 4× Diamant4   | 1.830.000  | amprofon.com.mx      |
| Neuseeland (RMNZ)                                                                            | —            | 3× Gold3     | 38× Platin38   | —             | 1.132.500  | radioscope.co.nz NZ2 |
| Niederlande (NVPI)                                                                           | —            | Gold1        | Platin1        | —             | 60.000     | nvpi.nl              |
| Norwegen (IFPI)                                                                              | —            | 6× Gold6     | 13× Platin13   | —             | 840.000    | ifpi.no              |
| Österreich (IFPI)                                                                            | —            | 3× Gold3     | Platin1        | —             | 75.000     | ifpi.at              |
| Philippinen (PARI)                                                                           | —            | —            | 2× Platin2     | —             | 30.000     | Einzelnachweise      |
| Polen (ZPAV)                                                                                 | —            | 6× Gold6     | 15× Platin15   | 3× Diamant3   | 1.235.000  | olis.pl              |
| Portugal (AFP)                                                                               | —            | 5× Gold5     | 7× Platin7     | —             | 95.000     | Einzelnachweise      |
| Schweden (IFPI)                                                                              | —            | 11× Gold11   | 10× Platin10   | —             | 970.000    | sverigetopplistan.se |
| Schweiz (IFPI)                                                                               | —            | —            | 4× Platin4     | —             | 80.000     | hitparade.ch         |
| Singapur (RIAS)                                                                              | —            | 2× Gold2     | Platin1        | —             | 20.000     | rias.org.sg          |
| Spanien (Promusicae)                                                                         | —            | 3× Gold3     | 5× Platin5     | —             | 450.000    | elportaldemusica.es  |
| Südkorea (KMCA)                                                                              | —            | —            | 4× Platin4     | —             | 2.500.000  | gaonchart.co.kr      |
| Vereinigte Staaten (RIAA)                                                                    | —            | 19× Gold19   | 65× Platin65   | 2× Diamant2   | 94.500.000 | riaa.com             |
| Vereinigtes Königreich (BPI)                                                                 | 16× Silber16 | 6× Gold6     | 14× Platin14   | —             | 13.100.000 | bpi.co.uk            |
| Insgesamt                                                                                    | 16× Silber16 | 121× Gold121 | 348× Platin348 | 24× Diamant24 |            |                      |